# Toma Arnăuțoiu
Toma Arnăuțoiu (ur. 14 lutego 1921 we wsi Nucșoara, zm. 18 /19 lipca 1959 w więzieniu Jilava w Bukareszcie) – rumuński wojskowy (porucznik), jeden z przywódców oddziału partyzanckiego Haiducii Muscelului w okresie powojennym
Ukończył liceum wojskowe "Regele Ferdinand" w Kiszynowie, zaś w 1942 roku szkołę kawalerii im. króla Ferdynanda I. Od 1943 służył w jednym z gwardyjskich pułków kawalerii. W kwietniu 1944 awansował do stopnia podporucznika. Od września tego roku walczył w okupowanej Jugosławii, a następnie na Węgrzech. 26 grudnia został ranny. Był odznaczony "Virtutea Militară". Po 3-miesięcznym leczeniu szpitalnym powrócił do czynnej służby wojskowej. 11 sierpnia 1946 roku został zwolniony do rezerwy. 6 sierpnia 1947 awansował na porucznika rezerwy. W styczniu 1949 roku w Bukareszcie spotkał się z dowódcą antykomunistycznego oddziału partyzanckiego w Górach Fogaraskich ppłk. Gheorghe Arsenescu. W marcu tego roku przybyli do wsi Nucșoara, gdzie sformowali 16-osobowy oddział partyzancki pod nazwą Haiducii Muscelului. W nocy z 19 na 20 maja 1958 roku por. T. Arnăuțoiu w wyniku zdrady rolnika, u którego przeprowadzał rekwizycję żywności, został aresztowany przez funkcjonariuszy Securitate wraz ze swoim bratem Petre Arnăuțoiu i 2 innymi partyzantami. Po brutalnym śledztwie skazano go na karę śmierci, wykonaną w nocy z 18 na 19 lipca 1959 roku w więzieniu Jilava w Bukareszcie.

## Zobacz także
- Elisabeta Rizea